# Centro Universitário das Faculdades Associadas de Ensino
Centro Universitário das Faculdades Associadas de Ensino - UNIFAE é uma instituição de ensino superior pública com sede na cidade de São João da Boa Vista. Foi fundado em setembro de 1961 com a criação da Faculdade de Ciências Econômicas de São João da Boa Vista (FAE).  Localizada a 245 km de São Paulo, chega aos 60 anos num momento histórico de transformação: novos cursos, inovação nas propostas pedagógicas, mais laboratórios, investimentos em infraestrutura, modernização de equipamentos e, principalmente, uma nova mentalidade com ênfase na participação como processo de construção coletiva. E reafirma seu compromisso de ser uma referência regional na Educação.

## Cursos
O UNIFAE disponibiliza vários cursos de graduação, pós-graduação e mestrado.[carece de fontes?]